# Phyllachora brachystegiae
Phyllachora brachystegiae är en svampart. Phyllachora brachystegiae ingår i släktet Phyllachora och familjen Phyllachoraceae.

## Underarter
Arten delas in i följande underarter:
- innumerella
- brachystegiae